# AMR (wskaźnik oglądalności)
AMR (ang. Average Minute Rating – średnia oglądalność minutowa) – jeden z podstawowych wskaźników określających oglądalność kanału telewizyjnego w danym czasie. Odnosi się do całej populacji lub do określonej grupy. Dla czasu dłuższego niż minuta oblicza się jako sumę AMR minutowych podzielonych przez liczbę minut w tym czasie.
AMR% określa liczbę osób oglądających dany kanał lub program telewizyjny, w stosunku do ludności kraju lub określonej grupy docelowej. Wartość jest wyrażona w %.